# Hinterachsvollverzögerung
Hinterachsvollverzögerung (HVV) ist ein Begriff aus der Bremstechnik von Fahrzeugen. 

## Funktion
Die Hinterachsvollverzögerung ist eine Umkehrung der elektronischen Bremskraftverteilung EBV. Die HVV sorgt dafür, dass der Bremsdruck an der Hinterachse soweit erhöht wird, dass die ABS-Regelung an der Hinterachse zu arbeiten beginnt.

## Wirkung
Dies gilt aber nur, wenn sich die Vorderachse bereits in der ABS-Regelung befindet. Ziel ist dabei, eine optimale Bremswirkung zu erzielen, gleichzeitig aber die Fahrstabilität zu wahren, indem der Bremsschlupf an der Vorderachse größer gehalten wird als der an der Hinterachse.